# On s'promet
Albums de Djadja & Dinaz
Dans l'arène
(2017)
On s'promet est le premier album studio de Djadja & Dinaz sorti le 6 mai 2016.

## Liste des pistes
Toutes les paroles sont écrites par Djadja & Dinaz.
| No  | Titre               | Compositeur(s) | Durée |
| --- | ------------------- | -------------- | ----- |
| 1.  | Block 16            | Hilton Prod    | 3:33  |
| 2.  | Rien n'a changé     | CashMoneyAP    | 3:00  |
| 3.  | La base             | Hilton Prod    | 3:30  |
| 4.  | J'fais mes affaires | BDR            | 3:34  |
| 5.  | On reconnaît        | Hilton Prod    | 4:20  |
| 6.  | Ma zone             | Lobeats        | 3:28  |
| 7.  | Dans mon dos        | Hilton Prod    | 3:28  |
| 8.  | J'y pense           | CashMoneyAP    | 4:23  |
| 9.  | À la cool           | CashMoneyAP    | 3:26  |
| 10. | Elle                | SOTT           | 3:31  |
| 11. | Répondeur           | CashMoneyAP    | 3:37  |
| 12. | J'reprends          | TripleNBeat    | 3:30  |
| 13. | On s'est fait seul  | Hilton Prod    | 4:03  |
| 14. | La vie qu'on mène   | BDR            | 3:01  |
| 15. | On s'en va          | Allmaze Beatz  | 3:29  |

## Titres certifiés
- Block 16  Or [2]
- J'fais mes affaires  Diamant [3]
- On reconnaît  Or [4]
- À la cool  Platine [5]
- Elle  Diamant [6]
- Répondeur  Or [7]
- On s'est fait seul  Or [8]

## Classements et certifications

### Classements
| Classement (2023)            | Meilleure position |
| ---------------------------- | ------------------ |
| Belgique (Wallonie Ultratop) | 24                 |
| France (SNEP)                | 5                  |

### Certifications et ventes
| Région        | Certification | Ventes/Streams |
| ------------- | ------------- | -------------- |
| France (SNEP) | 3 × Platine   | 300 000        |

## Clips vidéo
- On s'est fait seul : 21 août 2015
- J'fais mes affaires : 2 mars 2016
- J'y pense : 15 avril 2016
- À la cool : 5 mai 2016
- Répondeur : 1er août 2016